# Толойнш
Толойнш (порт. Toulões; МФА: [to.ˈɫõjʃ]) — парафія в Португалії, у муніципалітеті Іданя-а-Нова. Розташована в східній частині країни, на теренах історичної португальської провінції Бейра. Входить до складу округу Каштелу-Бранку. За адміністративним поділом, чинним до 1976 року, терени парафії були складовою провінції Нижня Бейра. Належить до Порталегрівсько-Каштелу-Бранківської діоцезії Католицької церкви. Патрон — святий Антоній. Площа — 36,7279 км². Населення — 237 ос. (2011). Слабо урбанізований регіон. Густота населення — 6,45 осіб/км²
. Код — 050516.

## Населення
| 1960 | 1970 | 1981 | 1991 | 2001 | 2011 |
| 946  | 631  | 549  | 422  | 315  | 237  |